# IRIX
IRIX je operacijski sistem, ki temelji na UNIX osnovi. Razvilo ga je podjetje Silicon Graphics (SGI) za njihove MIPS sisteme, ki segajo od grafičnih delovnih postaj in sistemov za upodabljanje pa do superračunalnikov. IRIX je primeren za 3D grafiko, računsko zahtevne probleme in za obdelavo velikih količin podatkov.
IRIX je bil eden prvih UNIX operacijskih sistemov, ki je imel grafični uporabniški vmesnik. Ker ima dobro 3D podporo, se največ uporablja za izdelavo računalniških animacij in za grafičnih prikaz podatkov.
Trenutna verzija IRIX-a je 6.5, ki podpira 32 in 64 bitne MIPS procesorje. Obstajati dve veji operacijskega sistema IRIX, prva ima samo popravke izvorne 6.5 kode in je prosto prenosljiva iz njihove domače strani. Druga verzija pa vsebuje tudi novosti, vendar pa je za njeno uporabo potrebno imeti sklenjenjo vzdrževalno pogodbo s podjetjem.